# Молдова на літніх Олімпійських іграх 2004
Молдова брала участь у Літніх Олімпійських іграх  2004 року в Афінах (Греція), країна не завоювала жодної медалі. Збірну країни представляли 33 спортсмени у 8 видах спорту. 